# Jacqueline Fontaine
Jacqueline Fontaine est une actrice française.

## Filmographie

### Actrice

#### Cinéma
- 1946 : Macadam
- 1948 : Impasse des Deux-Anges : Petit rôle (non créditée)
- 1950 : The Daltons' Women (en) de Thomas Carr : Jacqueline Fontaine
- 1951 : Skipalong Rosenbloom : Caroline Witherspoon
- 1951 : The Strip : Frieda - Sonny's Moll
- 1952 : Femmes hors-la-loi : Ellen Larabee
- 1954 : Une fille de la province : Lounge Singer
- 1956 : The Lieutenant Wore Skirts : Buxom Blonde at Party
- 1956 : Untamed Mistress : Velda
- 1959 : Born to Be Loved : Dame
- 1961 : Le Tombeur de ces dames : Working Girl
- 1962 : La Croix et la Bannière
- 1966 : Alvarez Kelly : Bordello Girl (non créditée)
- 1966 : Bien joué Matt Helm : Singer at Wake (non créditée)
- 1967 : Devine qui vient dîner... : Singer (non créditée)
- 1968 : La Grande Lessive (!) : Une locataire (non créditée)
- 1970 : Le Voyou de Claude Lelouch : l'ouvreuse à l'Olympia (non créditée)
- 1971 : Mourir d'aimer
- 1971 : Raphaël ou le Débauché
- 1972 : L'Œuf
- 1974 : Comment réussir quand on est con et pleurnichard de Michel Audiard : La femme de Marcel
- 1974 : Juliette et Juliette
- 1974 : Verdict : Une jurée (non créditée)
- 1975 : C'est dur pour tout le monde
- 1977 : Bilitis : Head Mistress
- 1979 : Il y a longtemps que je t'aime : Mme Colin
- 1980 : C'est encore loin l'Amérique?
- 1985 : Escalier C : L'habituée enthousiaste
- 1987 : Travelling avant : L'hôtelière
- 1990 : Dames galantes : Parente Labadens

#### Télévision

##### Séries télévisées
- 1958-1981 : Les Cinq Dernières Minutes : La réceptionniste / La fleuriste / La bonne / ...
- 1960 : Bonne chance M. Lucky : Janet Forest
- 1966 : En votre âme et conscience, épisode : Le Secret de la mort de monsieur Rémy de  Jean Bertho
- 1967 : En votre âme et conscience, épisode : L'Affaire Daurios ou le Vent du Sud de  Guy Lessertisseur
- 1969 : Les Enquêtes du commissaire Maigret de René Lucot, épisode : L'Ombre chinoise : la bonne
- 1970 : Rendez-vous à Badenberg, de Jean-Michel Meurice :
- 1972 : Pot-Bouille : Françoise
- 1972 : François Gaillard ou la vie des autres de Jacques Ertaud, épisode : Louis : la femme de ménage
- 1974 : Valérie : Madame Hollier / Mme Hollier
- 1975 : Messieurs les jurés : Louise Dureil
- 1975-1983 : Les Brigades du Tigre : Tante Mélanie / Mariette / Une couturière
- 1976 : Comme du bon pain : Hortense
- 1976 : La Vie de Marianne : Mme Varthon
- 1976 : Trois de cœur : Mathilde
- 1976-1983 : Au théâtre ce soir : Hélène / Miss Wethrell cadette
- 1977 : Bergeval père et fils : Madame Vernois
- 1977 : Ne le dites pas avec des roses
- 1979 : L'Étrange Monsieur Duvallier : La comptable
- 1980 : La Conquête du ciel : La femme du président de société
- 1982 : Caméra une première
- 1982 : Emmenez-moi au théâtre : Charlotte Jacquet

##### Téléfilms
- 1960 : La terre est ronde : Clarisse
- 1967 : Le Temps des cerises : La femme d'Émile
- 1967 : Ne fais pas ça Isabella
- 1968 : Cinq jours d'automne
- 1973 : Le Violon de Vincent
- 1973 : Marie Dorval : Joséphine
- 1974 : Amoureuse Joséphine : Mme Coyier
- 1974 : La Dernière Carte : La bonne de Léopoldine
- 1978 : Histoires de voyous: La saison des voleurs : La ménagère
- 1980 : L'Âge bête : Badaud #3
- 1981 : Samantha : Marthe

### Parolière

#### Cinéma
- 1952 : Femmes hors la loi
- 1954 : Une fille de la province
- 1967 : Devine qui vient dîner...